# Archidona
Archidona è un comune spagnolo di 8.157 abitanti situato nella comunità autonoma dell'Andalusia.

## Geografia fisica
Il capoluogo è un antico e pittoresco paese dominato dall'alto del colle su cui sorge dalle rovine di un castello arabo, trasformato in parte nel XVIII secolo da un Santuario dedicato alla Virgen de Gracia.
A nord del borgo si trova un dolmen chiamato la Cueva de las Granjas (grotta delle masserie). A destra si trova un alto roccione detto la Peña de los Enamorados dalla cui sommità secondo una leggenda popolare di amori impossibili si sarebbero buttati un cavaliere cristiano e la figlia di un Moro inseguiti dai parenti che contrastavano il loro amore.
Nella parte sudoccidentale del comune scorre il fiume Guadalhorce.

## Società

### Evoluzione demografica
| 1787  | 1842  | 1860  | 1877  | 1887  | 1900  | 1910  | 1920  | 1930  | 1940   | 1950   | 1960   | 1970   | 1981   | 1991   | 2001  | 2007  |
| ----- | ----- | ----- | ----- | ----- | ----- | ----- | ----- | ----- | ------ | ------ | ------ | ------ | ------ | ------ | ----- | ----- |
| 6.971 | 5.684 | 7.401 | 7.714 | 7.723 | 8.894 | 8.899 | 9.159 | 9.471 | 10.478 | 12.319 | 11.710 | 10.054 | 10.048 | 10.204 | 8.206 | 8.736 |

### Tradizioni e folclore
- La Candelaria

La tradizione dei falò in occasione della Vergine della Candelaria è diffusa in tutta l'Andalusia. Questo rituale purificante del fuoco è correlato con la purificazione della Vergine. Ad Archidona, la festa della Candelora risale al XVI secolo: le prime ordinanze in cui si menziona risalgono al 1586.
Nel corso della Candelaria, nella chiesa di Santa Anna vengono offerte torte e pulcini alla Vergine, che usciva in processione: il 3 febbraio invece si celebra il día de San Blas, in cui i bambini del luogo evocano la protezione del Santo per la loro salute fisica.

## Storia
La località rimase sotto la giurisdizione della nobile Casata di Osuna. Nel 1901 fu insignito del titolo di città e nel 1980 è stato dichiarato Conjunto Histórico Artístico.

## Monumenti
- Castello e Muraglie

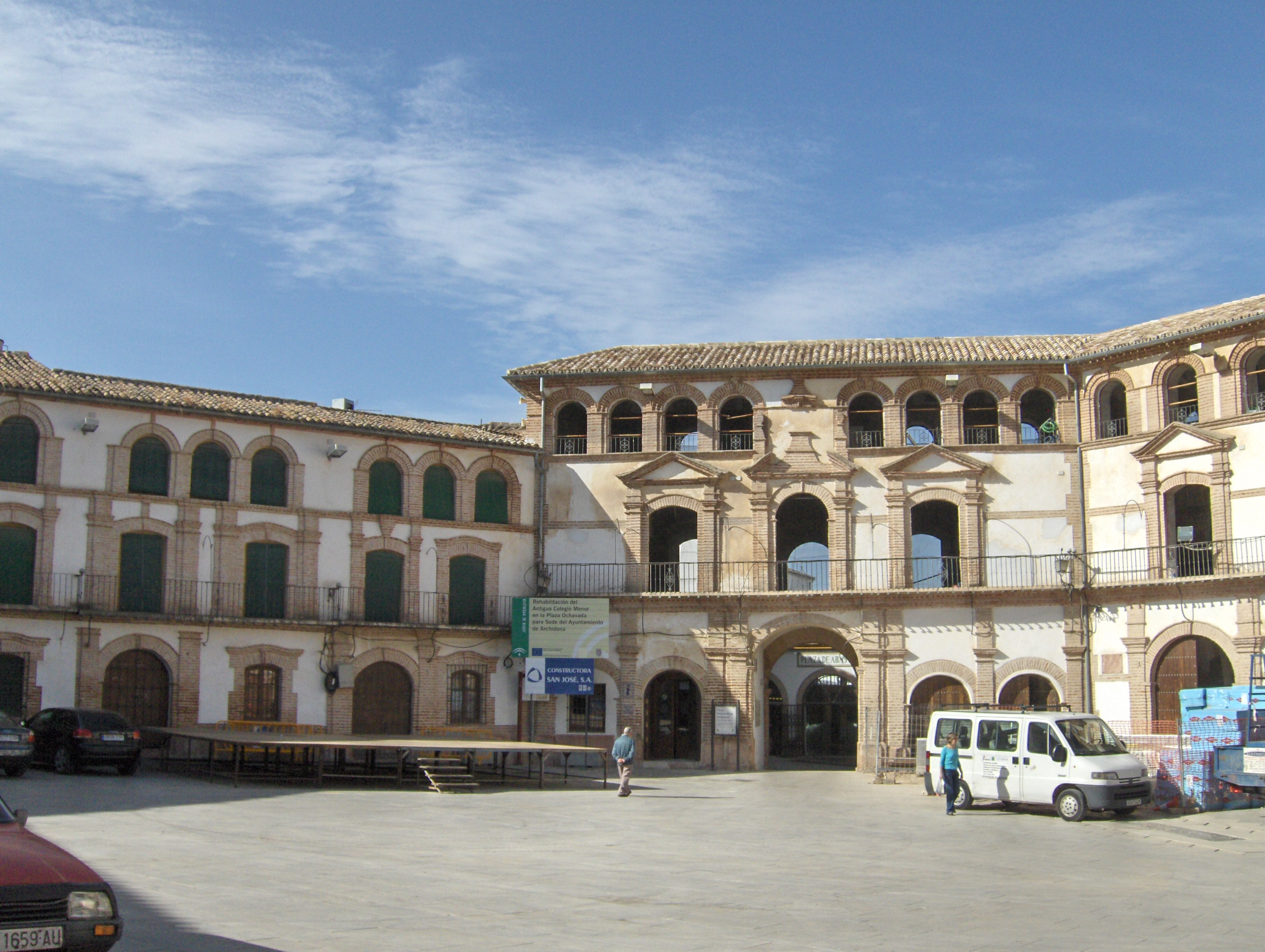
Piazza Ochavada

- Chiesa di Gesù Nazareno e Scuole Pie
- Chiesa e convento delle minime
- Chiesa di Santa Anna
- Chiesa della Vittoria
- Il palazzo del municipio (El Ayuntamiento)
- Eremo Santuario della Virgen de Gracia
- Piazza Ochavada